# Kodeks Kaburis

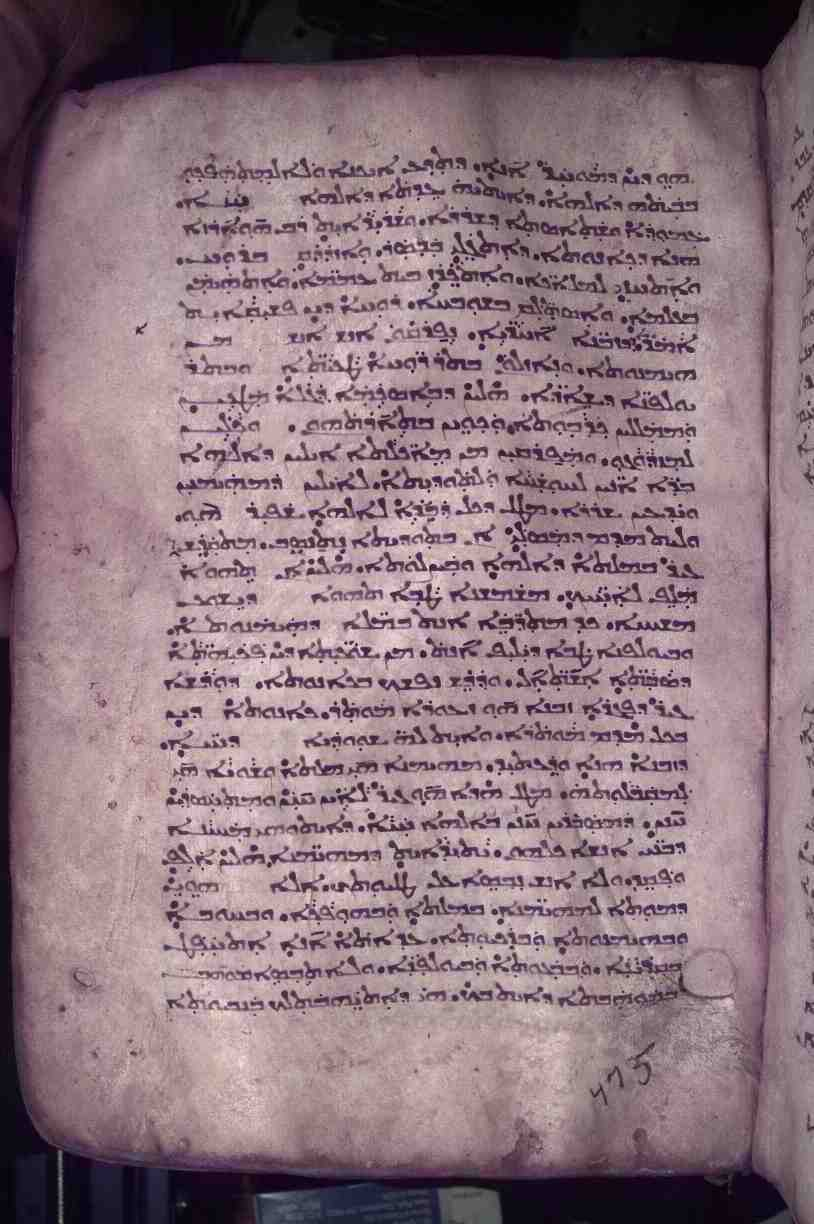
strona kodeksu z tekstem 1 Tm 3,16-4,14

Kodeks Kaburis (Codex Khaboris, albo Codex Khabouris) – późny syryjski rękopis Nowego Testamentu. Zawiera kompletny tekst Nowego Testamentu w przekładzie Peszitty i reprezentuje tzw. kanon syryjski (22 księgi). Brakującymi księgami są: 2. List Piotra, 2. List Jana, 3. List Jana, List Judy i Apokalipsa św. Jana. Księgi te w kościele wschodnim (greckim) i zachodnim weszły do kanonu jeszcze w wieku IV. Metodą węgla 14C datowany jest na XII wiek, co potwierdza paleografia.
Tekst kodeksu, napisany został syryjskim alfabetem w grafice Estrangelo jest w wysokim stopniu zgodny ze standardowym tekstem Peszitty (przekład Biblii na język syryjski). Jedynie sześć stron w Ewangelii Mateusza, mianowicie: 13, 14, 39, 40, 53 i 54 napisane zostały grafiką nestoriańską. Ostatnia partia Listu do Hebrajczyków, który w syryjskim kanonie wyznaczał koniec Nowego Testamentu, została mocno uszkodzona i niektóre jej partie są nieczytelne.
Kodeks Kaburis został pozyskany przez Normana Yonana. W roku 1966 próbował go sprzedać jako Yonan Codex w Stanach Zjednoczonych, oświadczając przy tym, że jest to najstarszy rękopis Nowego Testamentu, pochodzący z Asyryjskiego Kościoła Wschodu w Iraku. Po jego śmierci w 1970 roku, w posiadanie kodeksu wszedł Dan MacDougald, który używał go w swoich praktykach uzdrowieńczych (choroby psychiczne i wypędzanie demonów). W 1995 roku, Kodeks Kaburis został przebadany przez specjalnie powołany zespół badawczy, który ustalił jego datę na XII wiek. W 1999 roku badanie metodą radioaktywnego węgla 14C potwierdziło to datowanie. Późny jego wiek sprawia, że w wielu opracowaniach wymieniających najważniejsze rękopisy syryjskie Nowego Testamentu, nie jest nawet wymieniany.